# Mega TV

Logo 2000 -

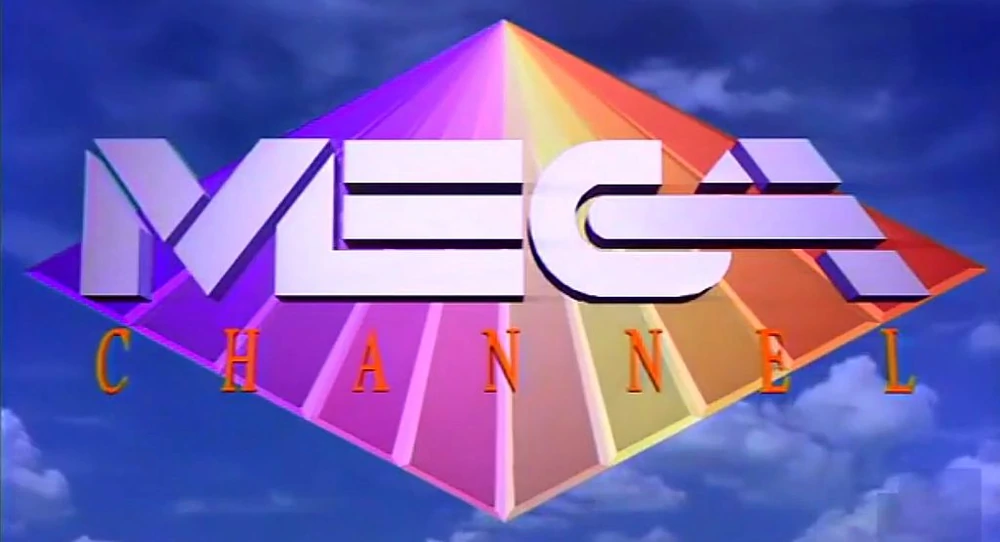
Logo 1989 - 1999.

Mega TV eller Mega Channel var det första privata nätverket i Grekland som tillhandahöll TV-tjänster för greker i Grekland och utomlands. Det började sända 20 november 1989 och ägs av Teletypos S.A. Liksom den rivaliserande kanalen ANT1 innehåller Megas programutbud främst komedi- och dramarogram, nyheter, finanser och underhållningsprogram. På senare år har MEGA tagit över ANT1:s plats som den mest populära kanalen i Grekland.